# Jan Niezer
Jan Niezer (Akwidaa, 1756 – Elmina, 1822) è stato un mercante e schiavista ghanese di ascendenza tedesca.
Alla sua epoca era uno dei più ricchi commercianti mulatti della Costa d'Oro. Successivamente, Niezer divenne anche un'importante figura politica nel corso delle guerre tra Paesi Bassi ed Ashanti all'inizio del XIX secolo. Ebbe un ruolo importante nella tratta atlantica degli schiavi sino alla sua abolizione da parte dei Paesi Bassi nel 1814.

## Biografia

### I primi anni

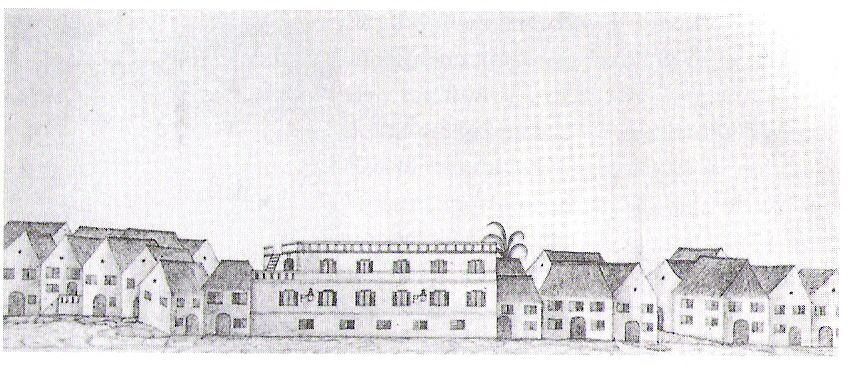
La casa di Jan Niezer ad Elmina, 1792

Niezer nacque ad Akwida, figlio di un assistente infermiere di origini tedesche al servizio della Compagnia olandese delle Indie occidentali e di una donna africana di nome Manzang. Nel gennaio del 1764 si portò in Europa con suo padre, luogo dove ricevette un'adeguata educazione. Attorno al 1770, Jan Niezer tornò in Costa d'Oro da solo, entrando al servizio della Compagnia olandese delle Indie occidentali come suo padre. Dopo aver lavorato nella compagnia per sedici anni, dapprima come soldato e poi come assistente dell'amministrazione civile, Niezer tornò in Europa nel 1785, probabilmente per cercare occupazione come mercante presso qualche compagnia europea. Trovò lavoro presso la Louyssen & Son, una delle più grandi aziende commerciali olandesi della sua epoca, che tra le altre cose si occupava del commercio di schiavi.
Tornato in Costa d'Oro, Niezer incontrò delle difficoltà a stabilirvisi come mercante in quanto non più iscritto nelle file della Compagnia olandese delle Indie occidentali che aveva il monopolio nell'area. Ad ogni modo, riuscì a divenire in breve tempo una delle più influenti personalità di Elmina. Quando la Compagnia olandese delle Indie occidentali venne disciolta nel 1791, Niezer colse l'occasione per divenire uno dei più grandi mercanti privati della costa.

### Il trasferimento ad Accra
Nel 1793, Niezer si trasferì ad Accra, dal momento che a causa delle guerre Fanti-Ashanti il commercio di schiavi al quale si era recentemente votato era divenuto poco profittevole ad Elmina. Proprio a causa del conflitto, infatti, i Fanti avevano bloccato la strada costruita dagli europei tra Elmina e l'Impero Ashanti. Accra era il punto di arrivo finale di quella via di comunicazione, lontana dalle aree di guerra. Accra era inoltre un avamposto commerciale non solo degli olandesi che vi avevano costruito Fort Crêvecoeur, ma anche degli inglesi a Fort James e dei danesi a Fort Christiansborg, il che la rendeva una piazza ideale dove trasferirsi per un mercante come lui. Nel settembre del 1794 Niezer scrisse alla Louyssen dicendo di essere il grado di fornire 500 schiavi all'anno, oltre ad oro e avorio.
Il 1794 segnò anche l'inizio di una serie di conflitti in Costa d'Oro. La diminuzione di rifornimenti di cibo provenienti dall'Europa a causa delle guerre rivoluzionarie francesi e poi di quelle napoleoniche, non mise in crisi particolarmente Niezer il quale si considerava un libero mercante. Egli ebbe invece contrasti di altro genere, ad esempio col comandante inglese di Fort James.
Nel 1806, la guerra si spostò sino ad Accra dove il contrasto si accese tra gli abitanti della costa e gli Akuapem. Un uomo di Accra di nome Apho aveva deciso di tradire il suo popolo segnalando ai nemici con un tamburo dove la sua gente si era rifugiata. Apho, scoperto, cercò rifugio da Jan Niezer, per il quale aveva lavorato in precedenza. Niezer concesse rifugio all'uomo, ma questo non fece altro che spingere la gente a porre a ferro e fuoco le sue proprietà dopo averle saccheggiate. I comandanti delle guarnigioni olandese e danese tentarono di intervenire nel conflitto. I negoziati tra le parti fallirono e Niezer non ebbe altra scelta che rilasciare Apho nelle mani della folla che poi lo uccise.

### Il ritorno ad Elmina
In quello stesso anno, ebbe inizio la Guerra Ashanti-Fanti. Sebbene gli Ashanti avessero vinto la battaglia di Abora, Niezer confidava che la strada commerciale per l'ovest sarebbe presto stata riaperta e per questo decise di riportarsi ad Elmina. Lasciò uno dei suoi figli al suo ufficio di Accra come agente di commercio. Nel 1809, si ebbe una battaglia tra la popolazione costiera e gli abitanti di Elmina. Jan Niezer rifornì gli elminesi con armi e munizioni per il valore di 11.000 gulden olandesi, guidando in battaglia 200 dei propri uomini contro gli aggressori.

### Arresto e permanenza nei Paesi Bassi
Nel marzo del 1818, Niezer venne arrestato Herman Willem Daendels con l'accusa di aver tentato di incitare il re di Elmina a uccidere Daendels. A maggio di quello stesso anno, Daendels morì comunque e questo spinse l'amministrazione olandese della Costa d'Oro in una situazione difficile. La nuova amministrazione non era intenzionata a perseguire ulteriormente Niezer, ma non poteva lasciarlo andare senza rischiare di fare brutta figura. A Niezer venne quindi data l'opportunità di difendersi nei Paesi Bassi, occasione che il mercante colse subito. Passando dal Suriname giunse nei Paesi Bassi, dove venne scagionato da ogni accusa.

### Gli ultimi anni in Costa d'Oro
Poco si sa degli ultimi anni di vita di Niezer, ma certo è che fece ritorno in Costa d'Oro sbarcandovi il 18 febbraio 1819. I suoi figli avevano nel frattempo venduto gran parte delle sue proprietà e sperperato gran parte delle sue ricchezze, al punto che nel 1821 Niezer si dichiarava incapace di pagare i debiti contratti a Cape Coast. In quello stesso anno, tentò di impiantare una piantagione di cotone appena fuori Elmina, ma questa non ebbe il successo sperato.
Morì nel 1822 ad Elmina.